# Cumberland West Bay
Die Cumberland West Bay (englisch; in Argentinien spanisch Bahía Guardia Nacional) ist der westliche Seitenarm der Cumberland Bay an der Nordküste Südgeorgiens. Sie reicht vom Larsen Point, wo ihre Breite 4 km beträgt, 11 km landeinwärts.
Die Bucht wurde bei der Schwedischen Antarktisexpedition (1901–1903) unter der Leitung Otto Nordenskjölds kartografisch unter dem Namen West Bay erfasst. Nach einer weiteren Vermessung durch Teilnehmer der britischen Discovery Investigations zwischen 1926 und 1929 erhielt sie zudem den Namen West Cumberland Bay. Beide Namen wurden seitdem parallel benutzt, bis das UK Antarctic Place-Names Committee 1955 entschied, die Benennung in die jetzige Form abzuändern, um damit der topographischen Benennung der gesamten Cumberland Bay Rechnung zu tragen.